# Блум, Мэтт
Мэ́ттью Дже́йсон Блум (англ. Matthew Jason Bloom , род. 14 ноября 1972, Пибоди, Массачусетс) — бывший американский рестлер и игрок в американский футболист. В настоящее время он работает в WWE, где является главным тренером в WWE Performance Center в Орландо, Флорида.
Блум наиболее известен по своим выступлениям в WWE в под именами При́нц А́льберт (англ. Prince Albert), А́льберт (англ. Albert) и Эй-Трейн (англ. A-Train) с 1999 по 2004 год и как Лорд Те́нсай (англ. Lord Tensai) и Те́нсай (англ. Tensai) с 2012 по 2014 год, а также по выступлениям в Японии с 2005 по 2012 год в All Japan Pro Wrestling (AJPW), New Japan Pro-Wrestling (NJPW) и Pro Wrestling Noah (Noah) как Гига́нт Берна́рд (англ. Giant Bernard). Среди титулов, которыми Блум владел на протяжении своей карьеры — командное чемпионство GHC, командное чемпионство IWGP и титул интерконтинентального чемпиона WWF.

## Ранняя жизнь
Блум учился в Мемориальной средней школе ветеранов Пибоди, где получил три награды в американском футболе и баскетболе, две — в легкой атлетике и одну — в бейсболе. Блум также посещал лагерь «Тевья» в Бруклине, Нью-Гэмпшир, в начале 1980-х годов, а затем поступил в Питтсбургский университет, где играл в американский футбол в качестве атакующего защитника и атакующего защитника. Блум окончил университет в 1996 году со степенью в области языка жестов. После драфта НФЛ 1995 года он подписал контракт с командой «Сан-Диего Чарджерс» как свободный агент, но в итоге был отозван из команды. Затем он стал школьным учителем, преподавая математику и английский язык детям с проблемами поведения и глухим детям в средней школе Ревира. Наградив трех самых способных учеников поездкой на соревнования по рестлингу, Блум, который в детстве мечтал быть рестлером, встретил тренера Киллера Ковальски и выразил интерес к обучению рестлингу. Ковальски пригласил Блума учиться в его школе, и Блум решил оставить преподавание.

## Карьера в рестлинге

### Ранняя карьера (1997—1999)
Блум провел свой первый матч в WWA 15 мая 1998 года, проиграв Тигру Али Сингху. Во время своего короткого пребывания в WWA он боролся с такими известными рестлерами, как Сержант Слотер и Барт Ганн. В ноябре 1998 года Блум дебютировал в NWA, проиграв Шону Стейзиаку. В течение короткого времени он выступал под именем Балдо, под этим имен он выходил на ринг в меховом коврике.
После того, как Джордж Стил познакомил Блума со скаутом Томом Причардом, он был принят на работу в World Wrestling Federation (WWF). Получив дополнительную подготовку от Дори Фанка-младшего, Блум был направлен на территорию развития Power Pro Wrestling в Мемфисе, Теннесси, где он выступал под именем Балдо. Выступая в PPW, Блум выиграл титул чемпиона «Молодые стволы» и титул чемпиона в тяжелом весе, а также вступил во вражду с главным героем Мемфиса Джерри Лоулером, где победил его и стал инаугурационным чемпионом PPW в тяжелом весе.

### World Wrestling Federation / World Wrestling Entertainment

#### Принц Альберт (1999—2000)
Блум дебютировал на телевидении WWF 11 апреля 1999 года в эпизоде Sunday Night Heat, спасая Дроза от избиения Биг Босс Меном. Представленный как личный боди-артист Дроза, Блум был прозван Принцем Альбертом (каламбур на тему генитального пирсинга). Дроз и Альберт продолжали работать вместе, пока Дроз не был парализован в октябре 1999 года, после чего Альберт стал протеже Биг Босс Мена. Дуэт распался в начале 2000 года после дебюта Булла Бьюкенена, который сформировал команду с Биг Босс Меном.

#### T&A (2000)
В марте 2000 года Блум, продолжавший выступать под именем Принц Альберт, был приглашен Триш Стратус в команду с Тестом. На WrestleMania 2000 Блум сократил свое имя до Альберта в матче с Тестом против Эла Сноу и Стива Блэкмена. Команда, известная как T&A, выступала в командном дивизионе на протяжении 2000 года, враждуя с конкурирующими командами, такими как «Братья Дадли» и APA. В декабре 2000 года команда распалась после того, как Блум напал на Теста по приказу Стефани Макмэн-Хелмсли.

#### «Икс-фактор», Хип-хоп Хиппо (2001—2002)
После распада T&A Альберт в январе 2001 года вступил в короткую вражду с Тестом. В последующие месяцы он выступал в основном на домашних шоу и на второстепенных шоу Jakked и Sunday Night Heat.
В апреле 2001 года Альберт вместе с Джастином Кредиблом и Икс-паком сформировал группировку под названием «Икс-фактор». 28 июня на SmackDown! Альберт победил Кейна при помощи Даймонда Далласа Пейджа и завоевал титул интерконтинентального чемпиона WWF, свой первый и единственный титул в WWF. Позже Альберт проиграл его члену «Альянса» Лэнсу Шторму на Raw 23 июля, после вмешательства нескольких рестлеров. В июле Кредибл покинул «Икс-фактор» и присоединился к «Альянсу». Альберт и Икс-пак продолжали выступать в «Икс-фактор» как команда до ноября, когда Икс-пак выбыл из-за травмы.
В конце 2001 года Альберт получил прозвище «Хип-хоп Хиппо», так как начал работать в команде со Скотти 2 Хотти. После разделения брендов и Альберт, и Скотти были переведены на бренд SmackDown!. Они распались на эпизоде SmackDown! 4 апреля 2002 года, когда Альберт напал на Скотти после того, как дуэт не смог победить Билли и Чака в борьбе за титул командных чемпионов WWF.

#### Эй-Трейн (2002—2004)

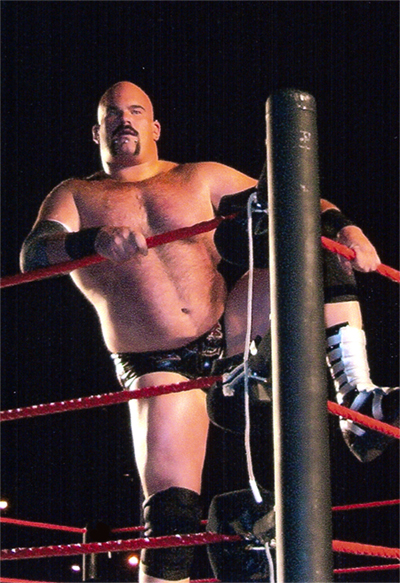
Блум как Эй-Трейн

Впоследствии он проводил большую часть времени на второстепенном шоу Velocity до декабря 2002 года, когда он объединился с Полом Хейманом и Биг Шоу, в результате чего Хейман убедил его переименоваться в Эй-Трейна и представить новый костюм, в котором фанаты часто скандировали «Брей спину!» во время его матчей из-за его волосатого торса. Эй-Трейн и Биг Шоу проиграли Гробовщику на WrestleMania XIX, после чего Эй-Трейн продолжил вражду, кульминацией которой стал матч на SummerSlam, в котором Эй-Трейн проиграл Гробовщику. Затем Эй-Трэйн проиграл Крису Бенуа на No Mercy, а на Survivor Series был в команде Брока Леснара в матче Survivor Series, проиграв команде Курта Энгла, в котором его удержал Брэдшоу.
Эй-Трейн был переведен на бренд Raw 22 марта 2004 года и дебютировал на Raw 7 июня, проиграв Крису Джерико. Его последним матчем был проигрыш Вэлу Венису на Heat. Через две недели он был выбыл из строя с разрывом вращательной манжеты плеча и был освобожден от контракта с WWE 1 ноября 2004 года, так и не успев вернуться.

### All Japan Pro Wrestling (2005—2006)
В марте 2005 года Блум начал выступать в японском промоушене All Japan Pro Wrestling, взяв себе имя Гигант Бернард (отсылка к рестлеру Бруту Бернарду). Он присоединился к группировке «Убийцы Вуду» вместе с экс-рестлерами WWE Чаком Паламбо и Джонни Стамболи. 18 октября 2005 года Блум безуспешно бросил вызов Сатоси Кодзиме в борьбе за титул чемпиона Тройной короны в тяжелом весе.

## Титулы и достижения
- Impact Zone Wrestling
  - Чемпион IZW в тяжёлом весе (1 раз)[5]
- Elite Xtreme Wrestling
  - Командный чемпион EXW (1 раз)[9]
- New Japan Pro-Wrestling
  - Командный чемпион IWGP (2 раза) — с Трэвисом Томко (1) и Карлом Андерсоном (1)[5][10]
  - G1 Tag League (2007) — с Трэвисом Томко[11]
  - G1 Tag League (2009) — с Карлом Андерсоном[11]
  - New Japan Cup (2006)[11]
- Nikkan Sports
  - Награда лучшей команде (2007) с Трэвисом Томко[12]
  - Награда лучшей команде (2011) с Карлом Андерсоном[13]
- Power Pro Wrestling
  - Чемпион PPW в тяжёлом весе (1 раз)[14]
  - Чемпионат Молодых стволов PPW (1 раз)[15]
- Pro Wrestling Illustrated
  - № 32 в топ 500 рестлеров в рейтинге PWI 500 в 2001[16]
- Pro Wrestling Noah
  - Командный чемпион GHC (1 раз) — с Карлом Андерсоном[17]
- World Wrestling Federation
  - Интерконтинентальный чемпион WWF (1 раз)[18][19]
- Wrestling Observer Newsletter
  - Команда года (2011) — с Карлом Андерсоном[20]